# Santa Ana Cuauhtémoc
Santa Ana Cuauhtémoc là một đô thị thuộc bang Oaxaca, México. Năm 2005, dân số của đô thị này là 783 người.